# Spodnje Vogliče
Spodnje Vogliče (nemško Unterwinklern) je naselje v Občini Vrba na Koroškem v Okraju Beljak-dežela na Koroškem v Avstriji.